# Шедько, Егор Владимирович
Егор Владимирович Шедько (бел. Ягор Уладзіміравіч Шадзько; род. 12 мая 2003, Новополоцк, Витебская область) — белорусский футболист, нападающий клуба «Нафтан».

## Карьера

### «Локомотив» Гомель
Футболом начал заниматься в юношеском возрасте в родном Новополоцке. Первым тренером футболиста был Дмитрий Викторович Гаврилович. В августе 2020 года футболист перешёл в минское «Динамо», до этого представляя РУОР на юношеском уровне. В минском клубе футболист стал выступать за дублирующий состав. В марте 2023 года футболист на правах арендного соглашения присоединился к гомельскому «Локомотиву» до конца сезона. Дебютировал за клуб футболист 2 апреля 2023 года в матче против «Молодечно-2018», выйдя на поле в стартовом составе. Первым результативным действием за клуб футболист отличился 8 апреля 2023 года в матче против петриковского «Шахтёра», отдав голевую передачу. Дебютным забитым голом за клуб футболист отличился 23 апреля 2023 года в матче против «Орши». В следующем матче 30 апреля 2023 года против гомельского «Бумпрома» футболист отличился забитым дублем. На протяжении сезона футболист выступал за клуб в роли одного из основных игроков, отличившись 8 забитыми голами и 3 результативными передачами во всех турнирах. По итогу сезона футболист вместе с клубом завершил чемпионат на итоговом четвёртом месте. В декабре 2023 года футболист покинул клуб по окончании срока арендного соглашения.

### «Нафтан»
В январе 2024 года футболист на правах арендного соглашения присоединился к новополоцкому «Нафтану», подписав контракт до конца сезона. Дебютировал за клуб футболист 30 марта 2024 года в матче против борисовского БАТЭ, выйдя на замену на 75 минуте.

## Международная карьера
В октябре 2019 года футболист получил вызов в юношескую сборную Беларуси до 17 лет для участия в квалификациях юношеского чемпионата Европы. Дебютировал за сборную футболист 24 октября 2019 года в матче против сборной Венгрии. Дебютным голом за сборную футболист отличился 23 января 2020 года в матче против сборной Бельгии.
В июне 2021 года футболист получил вызов в юношескую сборную Беларуси до 19 лет. Дебютировал за сборную футболист 2 июня 2021 года в товарищеском матче против сборной Азербайджана. В октябре 2021 года футболист вместе со сборной отправился на квалификационные матчи юношеского чемпионата Европы.